# Brave Story
 (septembre 2008).
Si vous disposez d'ouvrages ou d'articles de référence ou si vous connaissez des sites web de qualité traitant du thème abordé ici, merci de compléter l'article en donnant les références utiles à sa vérifiabilité et en les liant à la section « Notes et références ».
Autre
Brave Story (ブレイブ・ストーリー, Bureibu Sutōrī) est une série de romans de Miyuki Miyabe. Elle est publiée entre 1999 et 2001 par Kadokawa Shoten. La version française est publiée par Pocket Jeunesse.
Une adaptation en manga dessinée par Yōichirō Ono est prépubliée entre 2004 et 2008 dans le magazine Weekly Comic Bunch et est compilée en un total de vingt tomes par Shinchōsha. La version française est publiée par Kurokawa.

## Synopsis
Wataru Mitani est un jeune garçon ordinaire qui aime passer son temps dans les salles de jeux vidéo. Un nouvel élève, Mitsuru Ashikawa, arrive dans son école et Wataru va très vite découvrir que celui-ci possède des pouvoirs étranges. Entraîné par Ashikawa dans un immeuble en construction, Wataru apprend l’existence de *Vision*, un  monde parallèle où il est possible d’agir sur son destin. Wataru va-t-il décider de franchir la porte qui mène à vision afin de changer sa destinée ?

## Roman
Le roman, œuvre originelle, est écrit par Miyuki Miyabe et compte trois tomes. La trilogie est parue en France chez l'éditeur Pocket Jeunesse.

## Manga
Le manga Brave Story est prépublié entre 2004 et 2008 dans le magazine Weekly Comic Bunch et compte 20 volumes. La version française est sortie chez Kurokawa. Le manga reprend les romans et est scénarisé par Miyuki Miyabe elle-même cependant, son contenu est plus mature que la version originale ; il est plus considéré comme un reboot des romans. Le héros, Wataru, est ici légèrement plus âgé, et son interprétation du monde de Vision est par conséquent plus mature et violent. Dans les personnages on retrouve Kee Keema, Meena, Mitsuru Ashikawa, Kaori Daimatsu et bien d'autres personnages présents dans les romans.

## Film d'animation

### Synopsis
Wataru, jeune écolier de 11 ans, ne rêve que d'une vie tranquille entouré de ses parents. Mais la réalité est toute autre : son père quitte la famille, laissant sa mère dans un état de choc tel qu'elle finit à l'hôpital. Wataru voit le monde s'écrouler autour de lui. Sa rencontre avec Mitsuru, le nouveau de sa classe, va tout changer. Il lui montre le chemin d'un monde magique où les souhaits deviennent réalité pour ceux qui le méritent.
En franchissant la porte qui mène à Vision, Wataru va enfin pouvoir changer son destin ! Il embarque alors dans une aventure fantastique, entouré de dragons, de chevaliers, de sorciers et de bien étranges créatures. Armé d'une épée magique, il part à la recherche des joyaux (gemmes) qui lui permettront de trouver la Déesse de la fortune, ultime étape de sa quête initiatique, et qui pourra peut-être sauver sa mère et sa famille…

### Fiche technique
- Titre : Brave Story
- Titre original : ブレイブ・ストーリー (Bureibu sutōrī)
- Réalisation : Kōichi Chigira
- Scénario : Miyuki Miyabe
- Musique : Juno Reactor
- Production : Gonzo Studio
- Pays d'origine :  Japon
- Format : 1,85
- Genre : animation
- Durée : 112 minutes
- Date de sortie : 2006

### Distribution
- Takako Matsu (VF : Gwenaëlle Julien) : Wataru Mitsuya
- Eiji Wentz (VF : François Créton) : Mitsuru Ashikawa
- Miki Imai (VF : Jessie Lambotte) : la déesse de la Destinée
- Taro Ishida (VF : Bruno Moury) : Daimon
- Shirô Itô (VF : Gérard Rouzier) : Monk Rau
- Ayako Kawasumi : une fille mystérieuse
- Kirin Kiki : Onba
- Yo Oizumi (VF : Patrick Noérie) : Ki-Kima
- Chiwa Saito (VF : Jessica Barrier) : Miina
- Rie Shibata : Yunababa
- Katsumi Takahashi : Akira Mitsuya
- Yoshiko Tanaka : Kuniko Mitsuya
- Takako Tokiwa (VF : Coco Noël): Cutts

## Jeux vidéo
- Brave Story: Wataru's Adventure (PS2)
- Brave Story: My Dreams and Wishes (DS)
- Brave Story: New Traveler (PSP)